# AMC Networks International Latin America
AMC Networks International Latin America es una empresa productora y distribuidora de canales para Latinoamérica, filial de AMC Networks.
Su central se encuentra en Miami, Estados Unidos, y posee una oficina regional en Buenos Aires, Argentina. Sus canales se distribuyen en toda América Latina y el Caribe.

## Historia

### Pramer (1993-2013)
Pramer  (Productora América) fue fundada en Argentina en 1993 por el empresario argentino Eduardo Eurnekian. En 1996, Claudio Bevilacqua fue nombrado gerente de programación y luego gerente general, liderando la transformación de Pramer, llevando sus canales que hasta el momento estaban solo disponibles para Argentina, a alcanzar una distribución en todo el continente. Para ese entonces, Pramer producía y distribuía canales tanto en Argentina como en América Latina, entre ellos los propios (algunos creados por Cablevisión con anterioridad) como Canal (á), Cineplaneta, CV-Sat (renombrado Plus Satelital en 1999), Política y Economía, América Sports, Magic Kids y The Big Channel; y los que eran propiedad de Corporación Multimedios América (también propiedad de Eurnekian) que representaba y producía, como América 2 y CVN.
En 1998, la estadounidense TCI (Telecommunications International, Inc.), dueña de Liberty Global, compró Pramer a Eduardo Eurnekian por un monto de US$103 millones. Desde ese entonces, Pramer se fue consolidando en el mercado con la adquisición y creación de nuevos canales, que fueron conformando uno de los portafolios más variados de la región.
En 2000 lanza el canal El Gourmet y cierra la adquisición de los canales Gems Televisión y Film & Arts de Bravo Networks Company. En adición a esto, se asocia con Zone Vision de Inglaterra para la creación de Europa Europa en 2001 (que reemplazó a Cineplaneta) y Reality TV en 2003. En 2001, mediante una asociación con la marca europea Private, entra por primera vez al mercado de la televisión premium con el lanzamiento de dos canales para adultos, Private Blue (cine erótico) y Private Gold (explícito, hardcore). En 2002, lanza la versión latinoamericana de Cosmopolitan TV en conjunto con The Hearst Corporation, bajo la dirección de Gustavo Basalo, quien también estuvo a cargo del lanzamiento de Cosmopolitan TV en España. Con este lanzamiento, se da de baja al canal Gems Televisión.
En 2006, debido a la crisis económica argentina y bajo la política de Liberty Global (empresa madre de Pramer) de priorizar las señales que puedan depender de la producción original y ser exportadas a otros países, fueron cerrados los canales Magic Kids (canal que dependía principalmente de enlatados), Plus Satelital y P+E (canales que vendían espacio de aire). En 2007, Liberty Global adquiere el total de los canales Europa Europa y Reality TV, que eran compartidos con la empresa Zonemedia (ex Zone Vision); este hecho se repitió en 2012, cuando adquieren el total de Cosmopolitan TV, hasta ese entonces compartido con The Hearst Corporation.
Más allá de la producción de sus propios canales, Pramer también firmó acuerdos para prestar servicios de posproducción, operar, distribuir y representar varios canales de televisión de otras empresas de la región a lo largo de los años, como: USA Network, Hallmark Channel, Locomotion, TV Quality, Fashion TV, Utilísima, Formar, Aleph TV, Music 21, Telemúsica, Sólo Tango, Boca TV, Azul Televisión (Canal 9) y TVN (Televisión Nacional de Chile).

### Chello Latin America (2013-2014)
En 2013, Chellomedia (otra empresa de Liberty Global) fusionó a Pramer con MGM Latin America para conformar Chello Latin America. Este nuevo portafolio de canales estaba conformados por los canales de Pramer y los pertenecientes a MGM Latin America, como MGM Channel y Casa Club TV.
En 2014, Liberty Global vendió Chellomedia a AMC Networks, con esto Chello Latin America cambia su nombre para conformar lo que actualmente es AMC International Networks Latin America.

## Canales actuales
| Canal         | Ámbito de programación | Presencia de transmisión                    |
| ------------- | --- | ------------------------------------------- |
| AMC           | Canal de series y películas, relacionado con su homónimo de Estados Unidos. Cuenta con una versión en alta definición. Esta señal reemplazó a MGM.            | Latinoamérica                               |
| Film & Arts   | Canal dedicado al arte con series, películas, conciertos, óperas y documentales. Fundado en 1996 por Bravo Networks, luego adquirido por Pramer.              | Latinoamérica                               |
| Europa Europa | Canal dedicado al cine y series de origen europeo. | Latinoamérica                               |
| El Gourmet    | Canal dedicado a los programas de cocina ofreciendo propuestas culinarias con reconocidos chefs y personalidades en el mundo de la gastronomía.               | Latinoamérica y Estados Unidos              |
| Más Chic      | Canal orientado al público femenino dedicado al estilo de vida con programas de manualidades, diseño, decoración y moda. Esta señal reemplazó a Casa Club TV. | Latinoamérica, Estados Unidos y Puerto Rico |

## Canales anteriores

### Canales desaparecidos
| Canal           | Ámbito de programación                                        | Inicio de transmisión    | Cese de transmisión   |
| --------------- | ------------------------------------------------------------- | ------------------------ | --------------------- |
| MGM Channel     | Canal dedicado a la emisión de películas. Reemplazado por AMC | 1 de septiembre de 1997  | 27 de octubre de 2014 |
| Cosmopolitan TV | Canal de moda y estilo de vida                                | 1 de julio de 2002       | 31 de enero de 2015   |
| Reality TV      | Canal de Telerrealidad                                        | 1 de marzo de 2003       | 31 de enero de 2015   |
| Casa Club TV    | Canal de estilo de vida. Reemplazado por Más Chic             | 21 de julio de 1997      | 1 de junio de 2015    |
| Sundance TV     | Canal orientado al cine independiente                         | 17 de septiembre de 2013 | 1 de mayo de 2020     |

### Canales vendidos
Canales vendidos dado el perfil netamente argentino que las señales poseen, lo cual no resultaba interesante para la política global de comercialización que encaró AMC Networks International.
| Canal          | Ámbito de programación | Vendido a    |
| -------------- | ---------------------- | ------------ |
| América Sports | Canal de deportes      | Grupo Clarín |
| Canal (á)      | Canal de cultura       | Grupo Clarín |

## Otros
Strib: Es un canal o sitio web dedicado al Gaming y Esports.
AMC Selekt 4K: Es una versión en alta definición de AMC.

## Controversias

### Salida de dos cableoperadores en Chile
El 1 de mayo de 2016, los canales de AMC Networks International Latin America abandonan definitivamente Movistar TV en Chile. AMC HD, Sundance TV HD, Más Chic, Film & Arts, Europa Europa y El Gourmet se quedan fuera de la plataforma de TV paga de Telefónica por el momento, aunque siguen disponibles en otros operadores del país como DirecTV.
Movistar TV sustituyó las seis señales por Animal Planet HD, TBS HD y MTV HD. Además, integró Discovery Turbo, Golden, NatGeo Wild y Golden Edge en el plan básico de televisión paga, y los paquetes premium Plan Full y Plan Pro sumarán Canal Fórmula 1 HD, ESPN HD, 24 Horas HD, Fox Life HD y HBO HD.
Según Telefónica, la decisión obedece solamente a razones comerciales, ya que los acuerdos de programación con AMC Networks caducaron y no se han renovado. Por su parte, AMC se ha quejado públicamente de la decisión de Movistar y ha animado a los abonados de la plataforma a presentar sus quejas por la retirada de los canales.
El 1 de enero de 2019 VTR sacó los canales de AMC Networks siendo reemplazado por Az Cinema, A3 Cine, Nick Jr., Atreseries, Mega Plus, Cocina Viva y la señal HD de Discovery Science y BBC World News donde además generó molestia en los televidentes del cableoperador.

### Salida de Movistar TV en Perú
El 1 de junio de 2020, Movistar TV retiró las señales de AMC Networks, como AMC en sus versiones SD y HD y El Gourmet, siendo reemplazados por TBS, Food Network, HGTV y Boomerang respectivamente. Hace unos años atrás ya había retirado Film & Arts, Sundance TV, Más Chic y Europa Europa.
Para el 1 de julio de 2022 después de que Movistar TV retiró los canales de Ole Distribution, Movistar TV puso varios canales para rellenar espacios, entre ellos, pusieron de nuevo todos los canales de AMC Networks International Latin America, tanto sus versiones SD y HD
Para el mes de febrero de 2025, todos los canales de AMC Networks salen del servicio satelital de Movistar TV debido a cambios en el satélite Amazonas 2.
Para el 1 de marzo de 2025, Movistar TV retiró todos los canales de AMC Networks de su servicio de cable nuevamente, siendo estas reemplazadas por PBO, Plim Plim TV, Top Latino TV, etc.